# 상원 (당 고종)
상원(上元, 674년 8월 ~ 676년 11월)은 당나라(唐) 고종(高宗) 이치(李治)의 여덟번째 연호이다. 2년 3개월 동안 사용하였다. 

## 개원
- 함형(咸亨) 5년 8월 15일[1](674년 9월 20일)에 연호를 상원(上元)으로 개원함.[2][3][4][5]

- 상원(上元) 3년 11월 8일[6](676년 12월 18일)에 연호를 의봉(儀鳳)으로 개원함.[2][3][4][5]

## 연대 대조표
| 상원       | 원년       | 2년        | 3년        |
| 서기(西紀) | 674년      | 675년      | 676년      |
| 간지(干支) | 갑술(甲戌) | 을해(乙亥) | 병자(丙子) |

## 같이 보기
- 다른 왕조의 같은 연호
  - 남조(南詔) 상원(上元, 784년 ~ 808년)

- 중국의 연호 목록